# Капача

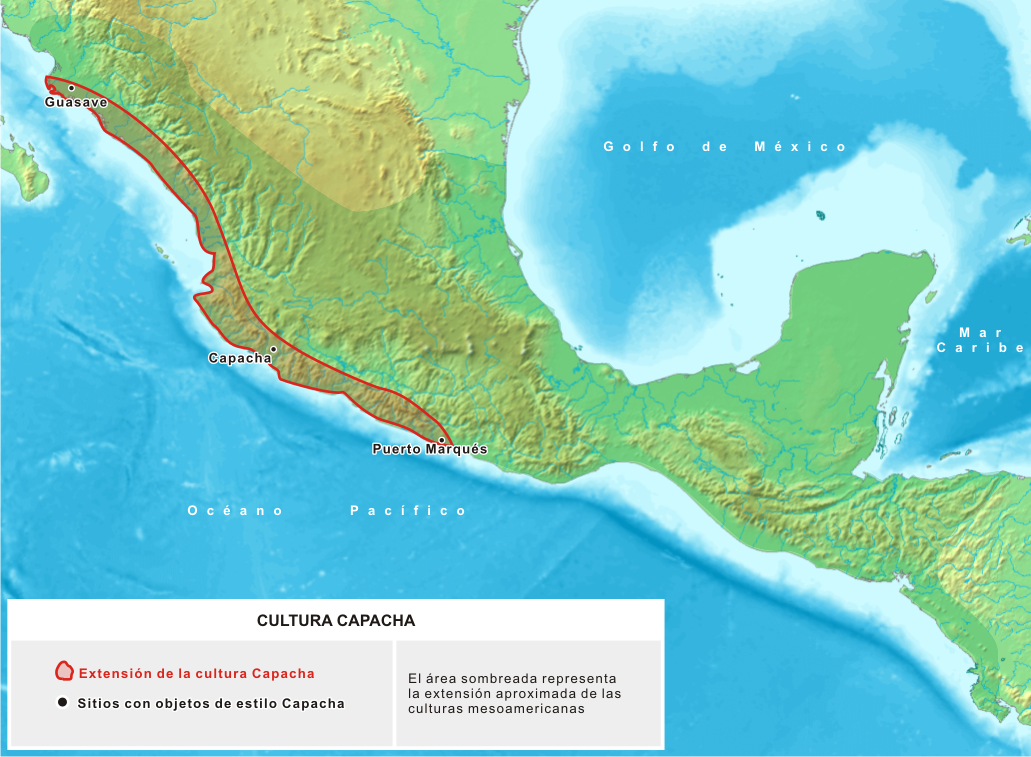
Карта розповсюдження культури Капача

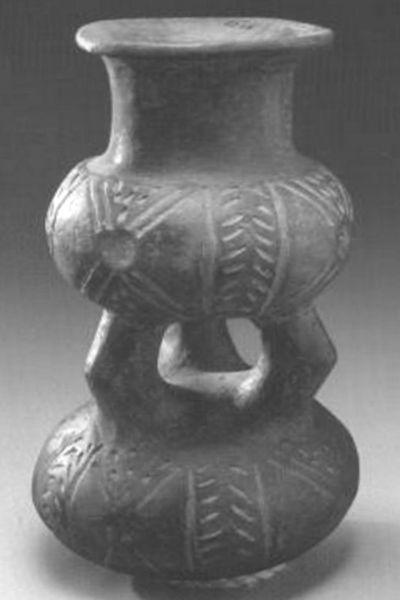
Ваза культури Капача

Культура Капача існувала на заході Мексики, представлена археологічним комплексом у міста Коліма штату Коліма (Мексика). Це найбільш рання з чітко оформлених археологічних культур Месоамерики, датується періодом XX-II ст. до н. е. Її відкрила і перша докладно описала американський археолог Ізабель Трасдел-Келл, яка проводила розкопки в зоні Коліма в 1939 р. Подібність між предметами даної культури і керамікою того ж часового періоду, знайденою в Еквадорі, дає підставу припускати про більш ранній зв'язок між заходом Месоамерики і культурами Анд

## Опис
Археологічний пам'ятник розташований приблизно за 6 км на північний схід від муніципалітету Коліма. Це місце є серцем стародавньої мезоамериканської культури Капача.
Люди культури Капача жили між Халіско Західною Сьєрра-Мадре та долиною Коліма. Декілька місць у регіоні пов'язані з Капачою, наприклад, місце Ембокадеро II (800 р. до н.е.) у долині Маскота, яке має передісторію стародавніх гробниць. 
Культура Капача мали деякий контакт із культурами Центру Мексики, наприклад Тлатілько, між 1300 та 900 рр. до н.е., який, ймовірно, мав вищий рівень розвитку на той час. Беатріс Браніфф та інші дослідники вказали на присутність "tertium quid" у центральній Мексиці, відмінному від традицій ольмеків та центру Мексики, походження якого було західним регіоном.

## Походження культури
Археологи визнають походження Мезоамерики в «материнській культурі», представленій стилем та культурою ольмеків. Але в західному регіоні на сьогоднішній день не знайдено жодних свідчень, які можна було б ідентифікувати як такі. Справді, немає свідчень навіть про Теотиуакане (центральний мезоамериканський вплив класичного періоду.)
Зрозуміло, що культури Коліми та інших західних регіонів мали свою індивідуальність. Художні висловлювання Коліма в керамічних підношеннях у «шахтних гробницях» відображають суспільство як більш «комфортне», вільне, рівне, з сімейними та домашніми рисами, повністю відмінне від художнього вираження інших суспільств. Деталізація та художня якість жінок, чоловіків, собак, папуг, кажанів, змій і т. д., скульптури, свідчення того, що художники уважно спостерігали за цими повсякденними предметами.
Хто були ці особливі предки? Нещодавні розкопки в Колімі та Мічоакані дозволили визнати принаймні два корені. Це Капача та Ель Опеньйо. У Капачі до 1500 до н. е. були поховання з гарними керамічними «булами» та вазами з ручкою «стрема», фігурками певного типу та метатесами.

## Відкриття
Він був виявлений та вивчений Ізабель Трусделл Келлі, американським археологом, який проводив розкопки в районі Коліма у 1939 році. Подібності між предметами цієї культури та сучасною керамікою у регіоні Еквадор припускають, що були тісні зв'язки між ранніми західними культурами Мезоамерики та культурами